# Ulica Jana Henryka Dąbrowskiego w Poznaniu
Ulica Jana Henryka Dąbrowskiego – ulica w Poznaniu, biegnąca od centrum miasta w kierunku zachodnim. Według W. Łęckiego jest to najdłuższa ulica w mieście (8,5 km, ponad 500 numerów adresowych). Według zarządcy drogi (Zarząd Dróg Miejskich) ulica ma 8175 m. Została wytyczona w 1828 roku jako szosa pocztowa do Berlina łącząca Poznań z Berlinem w przedłużeniu ówczesnej ul. Berlińskiej (obecnie ul. Fredry). Ulicę wraz z Jeżycami włączono do Poznania w 1900 roku. Na odcinku od ulicy Lutyckiej do granicy administracyjnej miasta stanowi odcinek drogi krajowej nr 92 (do 1952 roku drogi nr 17, w latach 1962–1985 drogi międzynarodowej E8, 1986–2005 drogi nr 2 oraz trasy europejskiej E30).
Ulica przebiega przez cztery osiedla samorządowe: Jeżyce, Ogrody, Wolę i Krzyżowniki-Smochowice.

## Nazewnictwo
Na przestrzeni lat ulica wielokrotnie zmieniała nazwę:
- 1828 – 1900: Berliner Chausse lub Post Strasse
- 1900 – 1919: Grosse Berlinerstrasse
- 1919 – 1939: Henryka Dąbrowskiego
- 1939 – 1945: Saarlandstrasse
- 1945 – 1951: Skwierzyńska na odcinku od ulicy Kołobrzeskiej do granicy miasta[7]
- 1945 – 1990: Jarosława Dąbrowskiego[8] (do 1951 roku na odcinku od mostu Teatralnego do ulicy Kołobrzeskiej – okolice dzisiejszego węzła z ul. Lutycką)

## Historia
Szosę pocztową, stanowiącą szybkie połączenie pomiędzy stolicą Wielkiego Księstwa Poznańskiego ze stolicą Królestwa Prus, zbudowano z inicjatywy i środków państwa pruskiego. Dzięki niej podróż dyliżansem pocztowym do Berlina trwała 26 godzin.
Bezpośrednie połączenie z miastem (z ul. Berlińską) zostało przerwane w momencie powstania po roku 1840 pierścienia poligonalnych fortyfikacji Twierdzy Poznań. Na szosę można było dostać się przez Bramę Berlińską lub Bramę Kundorfską (Królewską), a następnie drogą biegnącą wzdłuż fortyfikacji. Połączenie przywrócono dopiero w 1910 roku po wybudowaniu Mostu Teatralnego.
Od połowy XIX wieku wzdłuż szosy zaczęły powstawać wiejskie zagrody (jedną z nich, pochodzącą z ostatniej ćwiartki XIX wieku, jest zachowana pod numerem 40 zagroda bamberska). W późniejszym okresie na północ od szosy powstały cegielnia i fabryka nawozów sztucznych, zaś typowo wiejska zabudowa ustąpiła jednopiętrowym budynkom z muru pruskiego, z płaskim dachem krytym papą oraz tzw. przedogródkami, które przeznaczano dla robotników. Przykładem takiej zabudowy jest budynek nr 26. Z tego samego czasu pochodzą zlokalizowane na narożnikach dawnych dróg jeżyckiej wsi (obecne ulice Strzałkowskiego, Żurawia i Kościelna) nieco wystawniejsze budynki szachulcowe utrzymane w stylu szwajcarskim.
Kolejną ważną datą jest rok 1889, gdy zelżały wojskowe restrykcje dotyczące zabudowy w części wschodniej szosy (miało to związek ze wzrostem znaczenia zewnętrznego pierścienia fortów kosztem przestarzałych fortyfikacji poligonalnych). Dzięki staraniom ówczesnego nadburmistrza Poznania Richarda Wittinga w ostatniej dekadzie XIX wieku, na terenie, będących formalnie osobną wsią o charakterze przedmieścia Jeżycach, rozpoczęto wytyczanie siatki prostopadłych ulic. Powstały wówczas obecne ulice Mickiewicza i Kochanowskiego. Wytyczono również nowy przebieg drogi łączącej Jeżyce z Górczynem, tworząc na skrzyżowaniu tejże drogi z Szosą Berlińską kwadratowy plac targowy (dzisiejsze ul. Kraszewskiego i Rynek Jeżycki). Jednak aż do 1900 roku budynki nadal można było wznosić jedynie metodą szachulcową. Mimo to ich właściciele starali nadać im bardziej miejski charakter, tynkując fasady i pokrywając je sztukateriami. Z tego okresu pochodzą kamienice nr 7, 9/11, 50 i 54.
W 1900 roku zniesiono wewnętrzny pierścień fortyfikacji, zaś wieś Jeżyce włączono w obręb miasta Poznania. W 1903 roku zaczęto oddawać do użytku pierwsze kamienice czynszowe, których parter przeznaczano na lokale użytkowe. Wznoszone wówczas budynki czerpały inspiracje z architektury secesyjnej, w tym z jej schyłkowej odmiany – Quadratstil. Budynki z tego okresu to 1, 3, 5, 10, 15, 23, 24, 25, 33, 34, 35/37, 39, 43, 44, 46, 49, 53, 55 i 57. W tym też okresie ulicę wybrukowano oraz wytyczono torowisko tramwaju elektrycznego.
Jeszcze przed wybuchem I wojny światowej planowano przebicie nowej ulicy pomiędzy Wielką Berlińską a Hohenstaufów (dzisiejsza ul. Krasińskiego), by utworzyć plac Hohenstaufów. Projektu nie zrealizowano. W dwudziestoleciu międzywojennym zabudowywano wolne parcele. Większość z budynków nawiązywała do istniejącej zabudowy. Wyjątkiem był powstały w 1930 roku na narożniku ul. Dąbrowskiego i Kochanowskiego budynek Zakładu Ubezpieczeń Pracowników Umysłowych (obecnie Oddział I Zakładu Ubezpieczeń Społecznych) – pierwszy w Poznaniu budynek z żelbetu oraz budynek Kina Rialto.
Wschodnia część ulicy poważnie ucierpiała podczas walk w 1945 roku. Zniszczone kamienice 2, 4 i 6 rozebrano – tworząc skwer. Rozebrano także budynki na parcelach 18,29, 30, 31 i 32. Po wojnie uzupełniano luki w pierzejach. Powstały w ten sposób budynki takie jak 18, 20/22 czy 30/32.
W latach 70. rozbudowano ulicę do postaci dwujezdniowej na odcinku od ulicy Polskiej do granicy miasta (i dalej w kierunku Tarnowa Podgórnego).
W sierpniu 2021 roku poznański Zarząd Dróg Miejskich dokonał wymiany oświetlenia ulicy między węzłem z ulicą Lutycką do węzła z ulicami Słupską i Wichrową – w miejscu charakterystycznych niskoprężnych lamp sodowych marki Philips obecnie znajduje się oświetlenie bazujące na LED, zainstalowane na nowych słupach. W późniejszym czasie dokonano zmian na dalszym odcinku do granicy miasta – słupy z długimi wysięgnikami, na których znajdowały się oprawy sodowe Philips SGS204, zastąpiono nowymi konstrukcjami z zamontowanymi oprawami LED.

## Opisane obiekty
Od strony centrum, ku peryferiom:

- Jeżyce,
- Teatr Nowy,
- kamienica pod nr 8,
- gmach ZUS,
- dawna Izba Rolnicza,
- Pomnik Poległych w Powstaniu Poznańskim,
- kamienica Józefa Leitgebera,
- kamienica pod nr 42,
- Rynek Jeżycki,
- kamienica pod nr 47,
- kamienica pod nr 52,
- szkoła pod nr 73,
- biurowiec Omega,
- Collegium Wrzoska (dawniejsza Wiepofama),
- Weststadt,
- Ogrody,
- skwer Ireny Bobowskiej,
- Firma Braci Dawidowskich,
- plac Waryńskiego,
- Kolegium Zembala,
- Ogród Botaniczny,
- Osiedle Lotnictwa Polskiego,
- Wola,
- Smochowice,
- Sytkowo,
- Krzyżowniki,
- Krzyżanka (strumień).

## Komunikacja miejska
W ciągu ulicy na odcinku od mostu Teatralnego do placu Waryńskiego znajduje się dwutorowa trasa tramwajowa, po której kursują cztery linie dzienne obsługiwane przez MPK Poznań: 
- 2 Ogrody ↔ Dębiec
- 7 Zawady ↔ Ogrody
- 17 Ogrody ↔ Starołęka PKM
- 18 Ogrody ↔ Franowo

oraz liczne autobusowe na zlecenie Zarządu Transportu Miejskiego w Poznaniu:
- dzienne
  -  121 Meissnera → Ogrody
  -  156 Ogrody ↔ Krzyżowniki
  -  182 Górczyn PKM ↔ os. Wichrowe Wzgórze
  -  186 Ogrody ↔ Kiekrz
  -  191 os. Kopernika ↔ os. Sobieskiego
  -  195 Ogrody → Kiekrz[c]
- podmiejskie
  -  801 Ogrody ↔ Baranowo/os. Rubinowe
  -  802 Ogrody ↔ Tarnowo Podgórne/Centrum[d]
  -  803 Ogrody ↔ Junikowo
  -  804 Ogrody ↔ Sierosław/Działki[e]
  -  811 Ogrody ↔ Lusówko/Pętla[f]
  -  812 Ogrody ↔ Grzebienisko/Pętla[g]
  -  813 Ogrody ↔ Kaźmierz/Rynek[h]
  -  821 Ogrody ↔ Lusówko/Kościół[i]
  -  833 Ogrody ↔ Starzyny/Rynkowa
  -  834 Ogrody ↔ Żydowo/Pętla[j]
- nocne[12]
  -  216 Poznań Główny ↔ Strzeszyn Grecki
  -  219 Poznań Główny ↔ Wichrowa[k]
  -  226 Poznań Główny ↔ Strzeszyn Grecki
  -  258 Poznań Główny ↔ Tarnowo Podgóne/Centrum[l]

Dawniej, do 1970 roku, ulicą kursowała linia trolejbusowa nr 103 z pętli na Ogrodach do skrzyżowania z ulicą Santocką na Smochowicach.